# Koupě na zkoušku
Koupě na zkoušku je jedno ze smluvních jednání, která mohou smluvní strany zahrnout do kupní smlouvy. Podstatou koupě na zkoušku je, že strany uzavřou kupní smlouvu s podmínkou schválení věci kupujícím. Podmínka může být podle situace odkládací nebo rozvazovací. Aby nastaly účinky kupní smlouvy, nevyžaduje se, aby kupující skutečně věc vyzkoušel či prohlédl. Postačuje jen její schválení, které není vyzkoušením či prohlídkou podmíněno. Koupě na zkoušku umožňuje kupujícímu zvážit své rozhodnutí o koupi a určuje, že během přechodného období zkušební lhůty je prodávající kupní smlouvou vázán, zatímco kupující se může svobodně rozhodnout, zda schválí kupní smlouvu, a tím pak učiní závazek perfektním.
Koupě na zkoušku je v českém právu upravena v § 2150 a 2151 občanského zákoníku.

## Lhůta ke schválení
Primárně je na stranách, aby se domluvily na lhůtě, ve které má kupující možnost se rozhodnout a věc případně schválit. Pokud se na lhůtě nedohodnou, občanský zákoník stanovuje, že zkušební doba činí u movitých věcí tři dny a u nemovitých věcí jeden rok od uzavření smlouvy. Vzhledem k různosti věcí je vhodné, aby strany na stanovení lhůty pamatovaly a sjednaly jí podle svých představ.

## Podmínky koupě na zkoušku
Podmínka může být buď odkládací nebo rozvazovací. Pokud si kupující věc nevyzvedne, podmínka je odkládací. Tato podmínka se považuje za zmařenou, jestliže kupující nesdělí prodávajícímu ve zkušební době, že věc schvaluje. Kupující tak nebude mít povinnost věc převzít, ani za ní prodávajícímu zaplatit kupní cenu. Pokud kupující věc převzal, má podmínka povahu rozvazovací.
Kupující nemá právo na odmítnutí věci, pokud nemůže vrátit věc ve stejném stavu, v kterém ji převzal. V praxi to tedy znamená, že kupující nemůže věc odmítnout, v případě že došlo k jejímu poškození.